# 花尚
花尚（1651年—？），又名華善，字彭若，完颜氏，满洲镶蓝旗人。

## 生平
康熙己酉举人，癸丑进士。后任国子监司业。擅长书法。

## 家族
曾祖阿蘭珠。祖哈尼穆（喀尼穆）。父卜素履（布素理），内阁侍读学士。母姚氏。
妻李氏。